# Kosmopolitismus
Kosmopolitismus (z řec. kosmos, svět, a polis, obec), česky světoobčanství, je teoretický postoj člověka, který chce být občanem kdekoli na světě. Takový člověk se nazývá kosmopolita.

## Původ
Slovo patrně poprvé použil řecký kynický filosof Díogenés ze Sinópé (4. stol. př. n. l.), který když se ho ptali, odkud pochází, odpověděl prý: „Jsem občan světa“. Snahu o překlenutí místních a národních rozdílů převzali později stoikové, podle nichž je člověk občanem jednak svého města, jednak celého světa. Toto rozšíření obzoru a překonání jazykových i kulturních bariér silně podporovalo křesťanství, které také relativizovalo národní rozdíly. V novověku tímto směrem uvažoval například Immanuel Kant, který v několika spisech dokonce hovoří o možnostech světové vlády.
Kosmopolitismus vznikl jako individuální reakce lidí na nacionalismy 19. století, zejména pod vlivem Francouzské revoluce a napoleonských válek, kdy se témata občanské rovnosti a svobody šířila přes hranice států. Významným zastáncem kosmopolitismu byl například Stendhal. Národní hnutí jej často pokládala za svého nepřítele a i v české společnosti se někdy používal jako hanlivé označení – například vůči Máchovi. Důkladný rozbor kosmopolitismu podal Tomáš Garrigue Masaryk, například v „České otázce“.

## Kritika
Kosmopolitismus je postoj vzdělaných jednotlivců a jako takový byl předmětem kritik jako elitářský. Podstatnější námitka spočívá v tom, že kosmopolitismus přehlíží úlohu a význam jazyka: každý kosmopolita musí i tento svůj postoj vyjadřovat v určitém jazyce, který je někde srozumitelný a jinde nikoli. Člověk se do společnosti integruje především jazykem a pokud žije někde, kde „domácí“ jazyk neovládá a kde většina obyvatel nemluví druhým jazykem, žije tam jako cizinec, případně turista a s místní společností může mít jen omezené a spíše povrchní vztahy. Jako částečné řešení se tak může jevit výuka cizích jazyků.